# Beck-Ola
Albums de The Jeff Beck Group
Truth
(1968) Rough and Ready
(1971)
Singles
1. Plynth (water down the Drain)
Sortie : 1969

Beck-Ola est le deuxième album du guitariste anglais Jeff Beck et le premier avec le Jeff Beck Group. Il est paru en juin 1969 sur le label EMI-Columbia en Europe et sur Epic Records en Amérique du Nord et a été produit par Mickie Most.

## Historique
Pour ce deuxième album Micky Waller fut remplacé par Tony Newman et le pianiste Nicky Hopkins (qui avait déjà joué sur l'album précédent Truth devient un membre permanent du groupe.
L'album fut enregistré les 3, 6, 8, 10, 11 et 19 avril dans les Studios De Lane Lea de Londres. Sur la réédition de 2004, figureront des titres bonus enregistrés aux Mirasound studios de New York et aux Studios Abbey Road et Studios Trident de Londres. Parmi les titres figurant sur l'album, on trouve deux reprises d'Elvis Presley, All Shook Up et Jailhouse Rock.
Au départ l'album devait s'appeler Cosa Nostra (Notre Chose) mais la maison de disque refusa ce titre et Jeff Beck décida de l'appeler Beck-Ola, le surnom que lui donnait Peter Grant, l'ancien manager des Yardbirds, un clin d'œil aux anciens juke-box Rock-Ola. Néanmoins, sur les première éditions, figure sur le verso de la pochette le titre Cosa Nostra - Beck-Ola. Un seul single sortira, Plynth (water down the Drain), une composition de Ron Wood, Rod Stewart et Nicky Hopkins. Il faudra attendre 1972 pour sa sortie en France.
Cet album se classa à la 39e place des charts britanniques et à la 15e place du Billboard 200 aux États-Unis.
La pochette est illustrée par un tableau du peintre surréaliste belge René Magritte, intitulée la chambre d'écoute (1958).

## Liste des titres
Face 1
| No | Titre                 | Auteur                           | Lieu de date d'enregistrement | Durée |
| -- | --------------------- | -------------------------------- | ----------------------------- | ----- |
| 1. | All Shook Up          | Otis Blackwell, Elvis Presley    | De Lane Lea, 3 avril 1969     | 4:50  |
| 2. | Spanish Boots         | Jeff Beck, Ron Wood, Rod Stewart | De Lane Lea, 6 avril 1969     | 3:34  |
| 3. | Girl from Mill Valley | Nicky Hopkins                    | De Lane Lea, 8 avril 1969     | 3:45  |
| 4. | Jailhouse Rock        | Jerry Leiber et Mike Stoller     | De Lane Lea, 11 avril 1969    | 3:14  |

Face 2
| No | Titre                         | Auteur                                    | Lieu et date d'enregistrement | Durée |
| -- | ----------------------------- | ----------------------------------------- | ----------------------------- | ----- |
| 5. | Plynth (water down the drain) | Hopkins, Stewart, Wood                    | De Lane Lea, 19 avril 1969    | 3:05  |
| 6. | The Hangman's Knee            | Beck, Hopkins, Stewart, Wood, Tony Newman | De Lane Lea, 10 avril 1969    | 4:47  |
| 7. | Rice Pudding                  | Beck, Hopkins, Wood, Newman               | De Lane Lea, 19 avril 1969    | 7:22  |

Titres bonus réédition 2004
| No  | Titre                          | Auteur             | Lieu et date d'enregistrement       | Durée |
| --- | ------------------------------ | ------------------ | ----------------------------------- | ----- |
| 8.  | Sweet Little Angel             | B.B. King          | Mirasound Studios, 19 novembre 1968 | 7:57  |
| 9.  | Throw Down a Line              | Hank Marvin        | Studios Trident, 7 février 1969     | 2:54  |
| 10. | All Shook Up (early version)   | Blackwell, Presley | Studios Abbey Road, 8 janvier 1969  | 3:18  |
| 11. | Jailhouse Rock (early version) | Leiber, Stoller    | De Lane Lea, avril 1969             | 3:11  |

## Musiciens
- Jeff Beck : guitares, chœurs sur Throw Down a Line
- Rod Stewart : chant
- Ron Wood : basse
- Nicky Hopkins : piano
- Tony Newman : batterie

## Charts
| Pays        | Durée du classement | Meilleur classement |
| ----------- | ------------------- | ------------------- |
| Canada      | 8 semaines          | 22e                 |
| États-Unis  | 21 semaines         | 15e                 |
| France      | 16 semaines         | 9e                  |
| Royaume-Uni | 1 semaine           | 39e                 |